# 洛帕霍霍 (夏威夷州)
洛帕霍霍（英語：Laupāpahoehoe）是位於美國夏威夷州夏威夷縣的一個人口普查指定地區。

## 地理
洛帕霍霍的座標為19°59′04″N 155°14′00″W / 19.98444°N 155.23333°W，而該地最高點為海拔高度110米（即361英尺）。

## 人口
根據2010年美國人口普查的數據，洛帕霍霍的面積為6.20平方千米，當中陸地面積為5.50平方千米，而水域面積為0.70平方千米。當地共有人口581人，而人口密度為每平方千米93人。